# Paranthropus aethiopicus
A Paranthropus aethiopicus egy kihalt hominidafaj, amely az ún. "robusztus australopithecusok" csoportjába tartozott és Kelet-Afrikában élt a pliocén és a pleisztocén határán (2,7–2,3 millió évvel ezelőtt). Feltételezik, hogy ő volt az őse a később élő, vaskosabb koponyájú Paranthropus boisei-nek.
A nem többi tagjához hasonlóan a P. aethiopicus-nak is hosszú arckoponyája, vastag szájpadcsontja és különösen erőteljes őrlőfogai voltak. Ősi jellegei azonban bizonyos fokig a korábban élő Australopithecus afarensis-hez kapcsolják. A P. aethiopicus-t gyakorlatilag egyetlen, viszonylag jól megőrződött koponya (KNM WT 17000 jelű lelet) és több kisebb állkapocstöredék alapján ismerjük. Lakóhelye feltehetőleg nyíltabb bozótos, ligeterdő vagy vízmelletti füves síkság lehetett. 

## Felfedezése

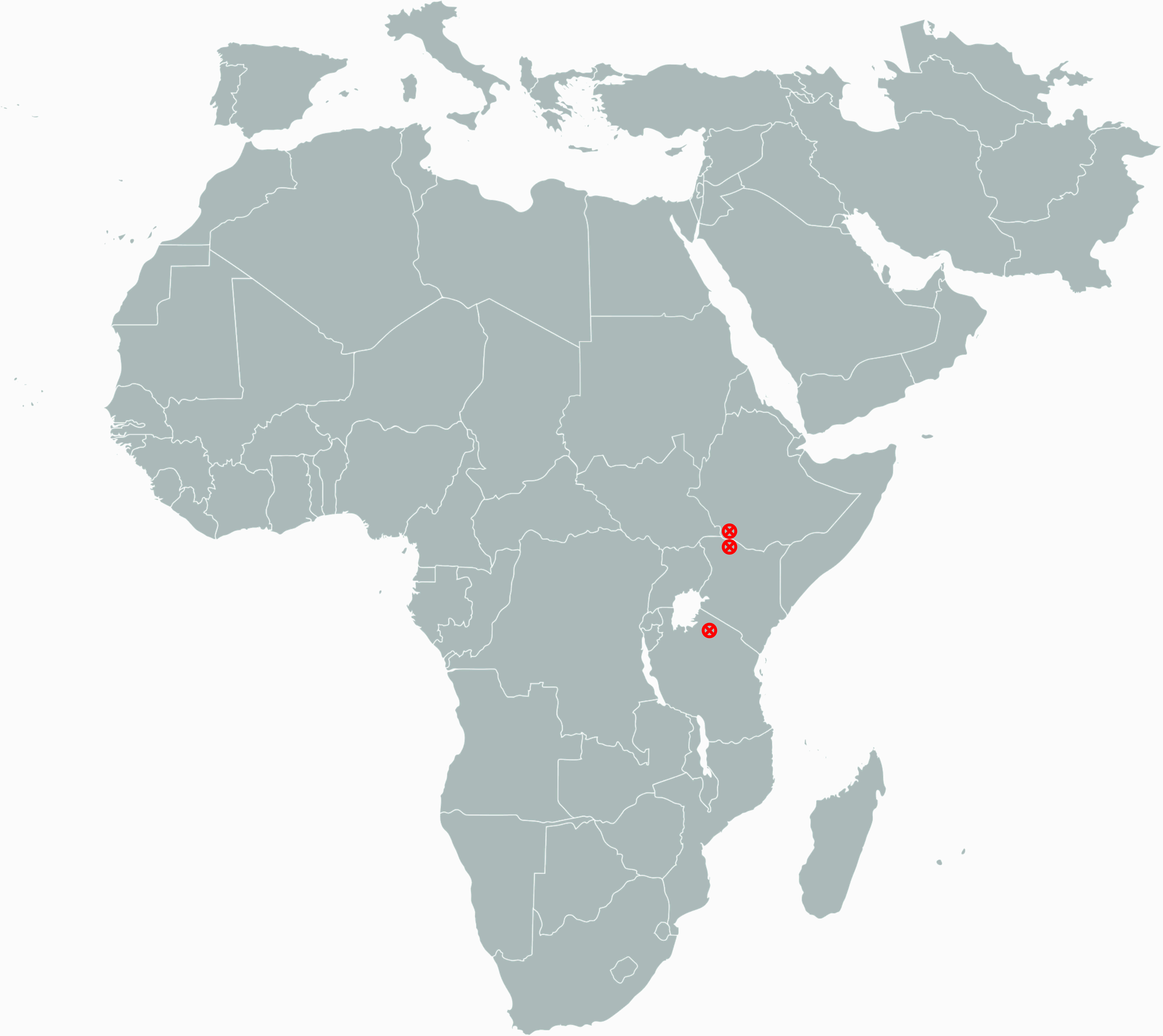
A P. aethiopicus kövületeinek lelőhelyei

1968-ban a francia Camille Arambourg és Yves Coppens írta le a Paraustralopithecus aethiopicus egy fog nélküli alsó állkapocs (Omo 18) alapján, amelyet az etiópiai Shungura formációban találtak. 1976-ban Coppens és az amerikai Francis Clark Howell a kövületet átsorolta az Australopithecus africanus-hoz.
1985-ben Alan Walker és Richard Leakey egy 2,5 millió éves koponyáról (KNM WT 17000) adott hírt, amelyet a kenyai Turkana-tó mellett, a Koobi Fora régióban ástak ki. Ugyanitt találtak egy másik egyedhez tartozó alsóállkapocs-töredéket (KNM-WT 16005). Mindkettő egy ún. "robusztus australopithecushoz" tartozott; ebben a csoportban a kelet-afrikai Paranthropus (vagy Australopithecus) boisei és a dél-afrikai P. rubustus található, amelyek azonban jóval fiatalabbak voltak ezeknél a leleteknél. Walker és Leakey a boisei kládban helyezték el a KNM WT 17000-at. Bár számos jelentős különbséget fedeztek fel a többi P. boisei lelethez képest, nem tudták eldönteni, hogy ezek a faj természetes változatosságán belül maradnak-e vagy inkább ősi jellegek. Utóbbi esetben javasolták a kövület új fajba, a Paranthropus aethiopicus-ba való besorolását (és egyúttal a Paraustralopithecus nemzetség törlését). Az ősibb jellegeket mutató koponya felfedezése egyúttal megdöntötte a korábbi spekulációkat, miszerint a dél-afrikai P. robustus lett volna az erőteljesebb felépítésű, vele nagyjából egy időben élő, kelet-afrikai P. boisei őse.
Azóta néhány újabb felső és alsó állkapocstöredéket ástak ki a Shungura formációból, köztük egy fiatal egyedét (L338y-6). 2002-ben a tanzániai Leatoliban találtak egy 2,7–2,5 millió éves P. aethiopicus felső állkapcsot (EP 1500); illetve egy sípcsontdarabot, amelyről nem lehetett bizonyítani hogy az állkapocs eredeti tulajdonosához tartozott volna.

### Osztályozás
A Paranthropus (az ógörög para: mellett és anthroposz: ember szavakból) nemzetségbe a robusztus australopithecusokat sorolják. Három faj tartozik ide, a P. aethiopicus, a P. boisei és a P. robustus. Közülük a legidősebb a P. aethiopicus, melynek legrégebbi ismert kövülete a pliocén végéről, 2,6 millió évvel ezelőttről származik (az etiópiai Omo Kibish formációból került elő). Lehetséges, hogy jóval korábban, 3,3 millió éve alakult ki, az akkori nagy kiterjedésű kenyai folyómenti síkságokon. Egyértelműen csak a KNM WT 17000, néhány állkapocs és különálló foglelet sorolható ehhez a fajhoz. A P. aethiopicus-t általában a szintén kelet-afrikai P. boisei ősének tartják, sőt vannak olyan szerzők, akik szerint csak a P. boisei korai formája, amely nem érdemli a külön fajba való kategorizálást.:106–107
A három faj közös, monofiletikus származása vitatott, egyes kutatók szerint csak hasonló testalkatú, de más eredetű fajokat raktak össze egy mesterséges, parafiletikus csoportba. A csontvázleletek kis száma miatt az egymás közötti és más australopithecusokkal való részletes összehasonlítás nehézségekbe ütközik. A közös eredet legfőbb bizonyítéka a masszív állkapocs; ennek szerkezete azonban erősen függ a faj étrendjétől és környezetétől és nem zárható ki, hogy egymástól függetlenül fejlődött ilyenre a P. boisei és a P. robustus esetében. A monofiletikus eredet hívei szerint a P. aethiopicus lehetett a másik két faj őse, vagy legalábbis az ős közeli rokona. A parafiletikusok mindhárom fajt áthelyeznék az Australopithecus nembe.:117–121
- Monofiletikus leszármazás

|  | P. aethiopicus                                            |
|  |                                                           |
|  | \| \| P. boisei \| \| \| \| \| \| P. robustus \| \| \| \| |
|  |                                                           |
|  | P. boisei                                                 |
|  |                                                           |
|  | P. robustus                                               |
|  |                                                           |

|  | P. boisei   |
|  |             |
|  | P. robustus |
|  |             |

|  | P. aethiopicus                                            |
|  |                                                           |
|  | \| \| P. boisei \| \| \| \| \| \| P. robustus \| \| \| \| |
|  |                                                           |
|  | P. boisei                                                 |
|  |                                                           |
|  | P. robustus                                               |
|  |                                                           |

|  | P. boisei   |
|  |             |
|  | P. robustus |
|  |             |

|  | Homo                    |
|  |                         |
|  | Australopithecus sediba |
|  |                         |

|                | A. garhi                                                  |
|                |                                                           |
| P. aethiopicus | \| \| P. boisei \| \| \| \| \| \| P. robustus \| \| \| \| |
|                | \| \| P. boisei \| \| \| \| \| \| P. robustus \| \| \| \| |
|                | P. boisei                                                 |
|                |                                                           |
|                | P. robustus                                               |
|                |                                                           |

|  | P. boisei   |
|  |             |
|  | P. robustus |
|  |             |

|  | Homo                    |
|  |                         |
|  | Australopithecus sediba |
|  |                         |

|                | A. garhi                                                  |
|                |                                                           |
| P. aethiopicus | \| \| P. boisei \| \| \| \| \| \| P. robustus \| \| \| \| |
|                | \| \| P. boisei \| \| \| \| \| \| P. robustus \| \| \| \| |
|                | P. boisei                                                 |
|                |                                                           |
|                | P. robustus                                               |
|                |                                                           |

|  | P. boisei   |
|  |             |
|  | P. robustus |
|  |             |

- Parafiletikus leszármazás

|  | A. africanus |
|  |              |
|  | P. robustus  |
|  |              |

|  | P. aethiopicus |
|  |                |
|  | P. boisei      |
|  |                |

Ha a fajt a későbbiekben átteszik az Australopithecus nembe, akkor fajnevét is meg kell majd változtatni, mert az A. aethiopicus jelenleg már az A. afarensis szinonimája.

## Testalkata

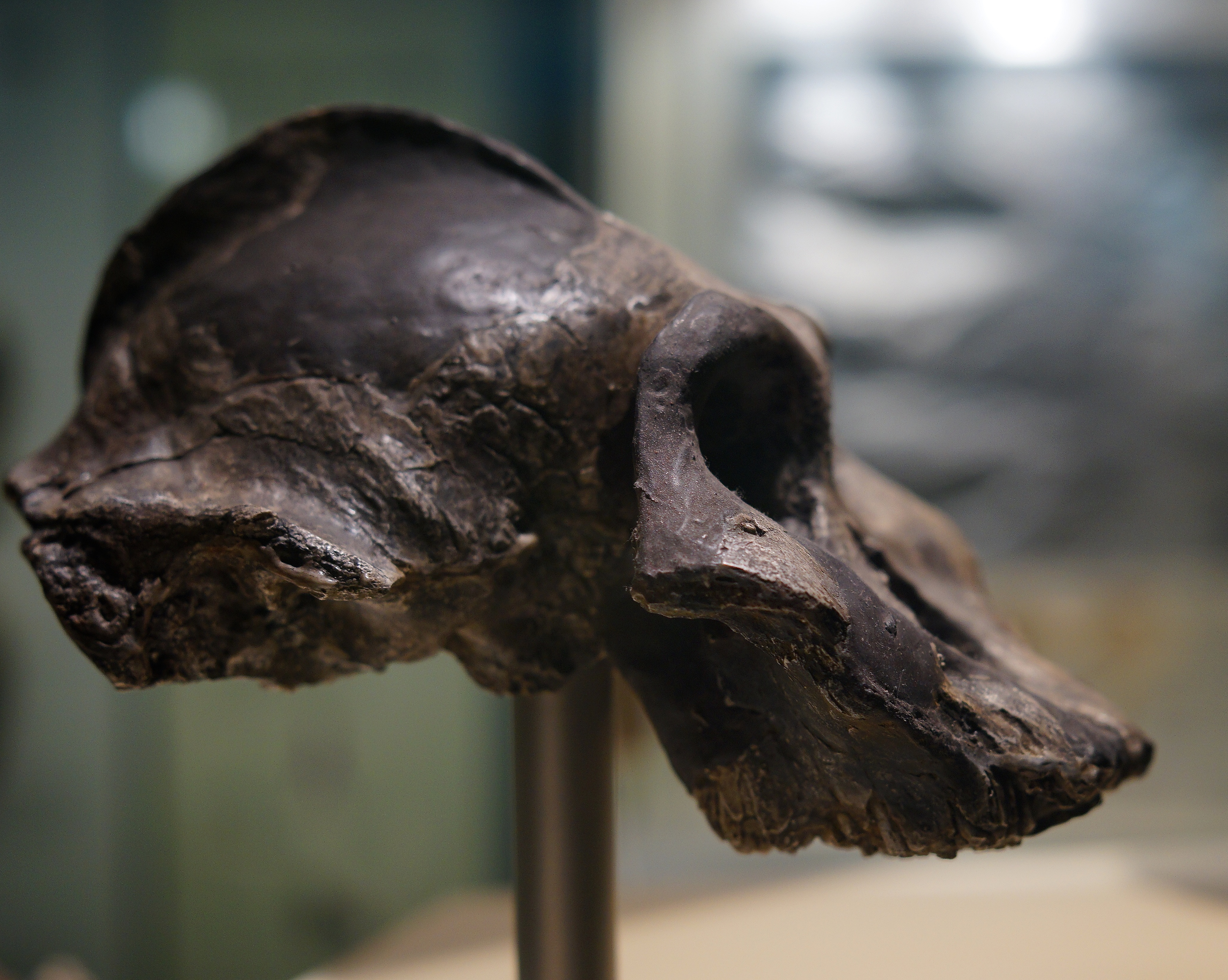
A KNM WT 17000 oldalról...

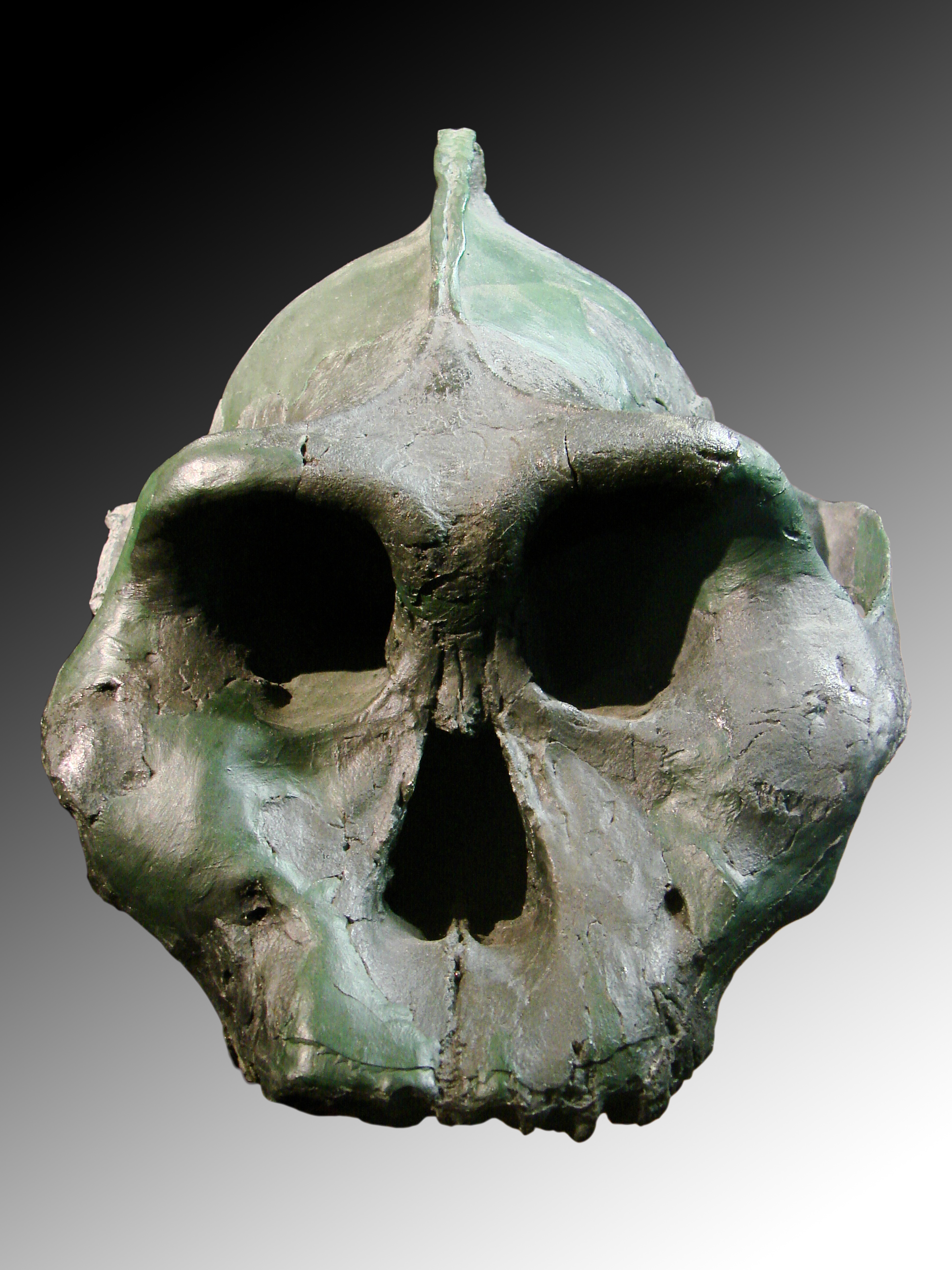
...és szemből

Az egyetlen ismert felnőtt koponyalelet, a KNM WT 17000 alapján a faj koponyája vaskos, szájpadcsontja és koponyaalapja kb. ugyanakkora, mint a P. boisei holotípusának, az OH 5-nek az esetében. Agytérfogatát 410 cm3-nek mérték, ami kisebb, mint a többi paranthropusé. Arckoponyája hosszú, szájpadcsontja vastag, a kis agykoponya tetején pedig jól definiált hosszanti taréj húzódik. Egyetlen fogkoronája maradt meg, a jobb oldali harmadik előzápfog, melynek mérete jóval meghaladja a P. robustus fogainak mérettartományát és a P. boisei-nek is a felső határánál mozog. A többi paranthropustól eltérően a KNM WT 17000-nek nem lapos az arca, hanem állkapcsa előreugró (prognatikus). A nem többi fajához képest a halántékcsont pikkelyrésze lazább, levegősebb szerkezetű, a fülnyílásos rész kevésbé függőleges állású, a koponyaalap gyengén hajlott. Akárcsak a P. boisei esetében az öreglyuk (a koponya és a gerinc találkozásánál) szív alakú.  A halántékizom nem nyúlt annyira előre, mint a P. boisei-nél, vagyis a P. aethiopicus előbb metszőfogaival rágta meg az ételt, mielőtt megőrölte volna zápfogaival. A P. boisei metszőfogai igen kicsik és úgy vélik, hogy nem aprította velük a táplálékot. Az első zápfog és az állkapocsízület közötti nagy távolság miatt feltételezik, hogy az alsó állkapocsnak különösen hosszú volt az ága (az állkapocstestet a koponyával összekötő nyúlvány). Emiatt harapásának erőssége kisebb lehetett a P. boisei-nél.
A KNM-WT 16005 alsó állkapocsdarab eléggé hasonló a P. boisei-nek tulajdonított Peninj 1 alsó állkapocshoz: őrlőfogai igen nagyok, metsző- és szemfogai pedig alulfejlettek. A KNM-WT 16005 metszőfogai viszont jelentősen szélesebbek lehettek. A kövületben négy őrlőfog őrződött meg a bal oldalon: a harmadik előzápfog 10,7x13,8 mm-es, a negyedik 12x15 mm, az első zápfog 15,7x14,3 mm, a második zápfog pedig 17x16,7 mm. A negyedik előzáfog és az első zápfog kissé kisebb a Penj 1-énél, a második zápfog pedig kicsit nagyobb. A KNM-WT 16005 állkapocs kisebb annál, amekkora a KNM WT 17000-é lehetett.
A P. aethiopicus több szempontból hasonlít a korai A. afarensis-hez, mutatva a faj korai mivoltát.

## Életmódja
A Paranthropus-fajokról úgy vélik, hogy generalista növényevők voltak. Erőteljes koponyájuk és fogazatuk akkor jelentett előnyt, amikor nem jutottak gyümölcshöz és más magas tápértékű ételhez és be kellett érniük a szívós füvekkel, sásokkal, gyökerekkel. Az erdős-vizes élőhelyet preferáló P. boisei-től eltérően a P. aethiopicus inkább a nyíltabb, szárazabb bozótosokban, ligeterdőkben, vízmenti füves síkságokon élt.:121 2,5 millió évvel ezelőtt, a pliocén-pleisztocén határán az Omo–Turkana medence erdők, bozótosok, füves síkságok elegyét mutatta, bár a pleisztocén elején a füves élőhelyek kezdtek nagyobb területet elfoglalni. Ebben a térségben a Homo nemzetség képviselői 2,5–2,4 millió évvel ezelőtt jelentek meg.
|  |

## Fordítás
- Ez a szócikk részben vagy egészben  a   Paranthropus aethiopicus című angol Wikipédia-szócikk ezen változatának fordításán alapul.  Az eredeti cikk szerkesztőit annak laptörténete sorolja fel. Ez a jelzés csupán a megfogalmazás eredetét és a szerzői jogokat jelzi, nem szolgál a cikkben szereplő információk forrásmegjelöléseként.